# 29456 Evakrchová
29456 Evakrchová là một tiểu hành tinh vành đai chính với chu kỳ quỹ đạo là 1347.0127467 ngày (3.69 năm).
Nó được phát hiện ngày 24 tháng 9 năm 1997.